# Félix Luis Viera
Félix Luis Viera Pérez (Provincia de Villa Clara, Cuba, 19 de agosto de 1945) es un cuentista, novelista y poeta cubano, actualmente nacionalizado mexicano.

## Biografía
Nace en el barrio marginal El Condado, en Santa Clara, centro de Cuba. Durante su pubertad, ayuda a su padre en las labores propias del pequeño comercio que este tenía en la Plaza del Mercado, a la par que realizaba sus estudios de primaria y secundaria. Hijo único, a los 16 años quedó huérfano de padre por lo que debió realizar diversos trabajos para su subsistencia y la de su madre.
Cursó estudios nocturnos de economía, graduándose de nivel medio en 1964. Se matriculó en la universidad en esta misma carrera, también en la sesión nocturna, pero abandona los estudios de inmediato ante el rechazo que ya desde antes sentía por esta materia. En 1966 fue internado brevemente por el gobierno cubano en la Unidad Militar de Ayuda a la Producción.
En 1979 se matriculó en la carrera nocturna de Filología, pero decide no comenzarla al considerar diversos factores, sobre todo de índole material, que no le permitirían cursarla, pues durante el día realizaba trabajo asalariado y desde años atrás había iniciado su labor creativa.
En su país natal fue miembro de la Unión de Escritores y Artistas de Cuba (Uneac) y durante dos períodos formó parte del Consejo Nacional de esta organización. En Cuba, sus creaciones fueron incluidas en diversas antologías y compilaciones: Poesía social cubana (1980), Cuentos fantásticos cubanos (1987), Contar quince años (1988)y Cuentos cubanos del siglo XX, entre muchas otras; asimismo antologadas en la Unión Soviética, la República Popular de Bulgaria, Colombia, España, México y otros países, y traducida al inglés, portugués, ruso, búlgaro, entre otros. Participó en varios eventos nacionales y extranjeros.
En 1995, formó parte de una delegación artística que visitó México y decidió residir en la capital de este país, del cual hoy en día es ciudadano por naturalización. Ha impartido talleres literarios, conferencias y colaborado con diversos medios de comunicación sobre temas literarios, políticos y sociales, a la par que ha continuado su obra poética y narrativa. Desde 2015 reside en Miami.

## Obra literaria
Con una reconocida trayectoria dentro del mundo de la literatura, Félix Luis Viera es ampliamente apreciado por el público y la crítica cubanos, ya que en su obra se incluyen trabajos como el emblemático libro de cuentos Las llamas en el cielo, por muchos considerado una obra de obligada referencia en la literatura cubana, pues, según varios analistas, su aparición, en 1983, significa la continuidad de la literatura interiorista en la Isla, la cual había dejado de escribirse desde la década de 1960. Sobre esta obra, el autor ha declarado que le fue entregada a la editorial (Unión, Cuba), en 1977, y que su demora para ser publicada se debió a que, según ciertas autoridades, mostraba “ problemas ideológicos”

### Novela
- Con tu vestido blanco (Ed. Unión, Cuba, 1987).
- Serás comunista, pero te quiero (Ed. Unión, Cuba, 1995).
- Inglaterra Hernández (México, Ediciones Universidad Veracruzana 1997).
- Un ciervo herido (Ed. Plaza Mayor, Puerto Rico, 2002; Edizione l´ancora 2005, Italia; Ediciones Eriginalbooks, Miami, 2011, Editorial Verbum, España, 2015).
- El corazón del Rey (Innovación Editorial Lagares, México, 2010, Ediciones El Barco Ebrio 2013).
- Traicioneras (Alexandria Library, Miami, 2017).
- Un loco sí puede (Editorial Verbum, España 2017).
- Irene y Teresa (Puente a la Vista, 2019).
- La sangre del tequila (Alendria Library, 2019)
- Traición de mujer (D´ Mc Pherson Editorial)

Su novela Un ciervo herido aborda el tema de la Unidad Militar de Ayuda a la Producción (Umap), en realidad campos de trabajo obligatorio, establecidos en Cuba en la década de 1960. Tanto esta novela, como Con tu vestido blanco, Un loco sí puede y El corazón del rey, han sido considerablemente destacadas por la crítica especializada.

### Poesía
- Una melodía sin ton ni son bajo la lluvia (Ed. Unión, Cuba, 1976).
- Prefiero los que cantan (Ed. Unión, Cuba, 1988).
- Cada día muero 24 horas (Ed. Letras Cubanas, Cuba, 1990).
- Y me han dolido los cuchillos (Ed. Capiro, Cuba, 1991).
- Poemas de amor y de olvido (Ed. Capiro, Cuba, 1994).
- La que se fue. Antología breve de poemas de amor (Red de los Poetas Salvajes, México, 2008).
- La patria es una naranja (Ed. Iduna, Miami, 2010, Edizioni Il Flogio Italia, 2011, Alexandria Library, Miami 2013).
- Sin ton ni son (Publicaciones Entre Líneas)

### Cuentos
- En el nombre del hijo (Ed. Letras Cubanas, Cuba, 1983 y 1986).
- Las llamas en el cielo (Ed. Unión, Cuba, 1983).
- Precio del amor (Ed. Letras Cubanas, Cuba, 1990, Alexandria Library, 2013).

Como consta en la “Nota del autor” que aparece en el pórtico de su antología personal, Sin ton ni son (Publicaciones Entre Líneas, 2019, 236 páginas), es este, más La patria es una naranja, los volúmenes que Félix Luis Viera tomará como de su autoría en lo adelante. De este modo, el autor se deslinda de los textos no incluidos en Sin ton ni son, correspondientes a sus cinco poemarios anteriores.
La patria es una naranja  (188 páginas. México, DF, septiembre de 1995-enero de 2009) se compone, a grandes rasgos, de dos vertientes temáticas; una la crónica de diversos sitios, modos culturales, historia de la Ciudad de México —que incluye no pocas piezas de la llamada poesía amorosa—; y la otra, la añoranza de la tierra natal, plano que asimismo observa un severo enjuiciamiento del régimen político existente en Cuba.
La patria es una naranja fue publicado por primera vez en 2010 y luego ha sido objeto de tres reediciones; ha recibido un notable reconocimiento de la crítica y el público.
En 2012, este poemario apareció en Italia —traducido por el maestro Gordiano Lupi—, donde recibió asimismo una buena atención de la crítica y el público. En 2013 recibió uno de los Premios Latina in Versi, otorgado a obras editadas el año anterior.
El volumen de cuentos Las llamas en el cielo (141 páginas) —cuyas historias tienen de fondo un barrio marginal— ha sido considerado, por varios críticos, como un clásico de la literatura cubana, toda vez que retoma la literatura de la llamada “realidad interior” o “literatura onírica” en la Isla y en general ofrece un ángulo novedoso de cierto segmento de la sociedad cubana anterior a la revolución cubana de 1959. Las llamas en el cielo sufrió un proceso editorial de siete años, al enfrentar evaluaciones que le atribuían “problemas ideológicos”. Así, finalmente el autor debió redactar una nota donde daba fe de que los relatos que componen este libro transcurrían en la llamada “seudorrepública”. La nota fue reproducida en la contracubierta de la edición. En el nombre del hijo (133 páginas) recibió, en 1983, el Premio de la Crítica; máximo galardón que se le otorga a un libro en Cuba.  Este volumen, por su planteo realista si bien con tramas insólitas, viene a ser la contraparte de Las llamas en el cielo, aparecido el mismo año y el cual, según algunos críticos, supera al libro premiado.
Precio del amor (84 páginas) con un tono más bien universal, está compuesto por 10 cuentos cuyo tema fundamental es el amor de pareja, con sus frustraciones, alcances y en algunos casos traiciones. Incluye tres narraciones oníricas. Este volumen fue finalista del Premio de la Crítica 1990. Según algunos críticos y lectores, Precio del amor resulta novedoso al insertarse en una narrativa que abogaba por el realismo a ultranza y la temática “ideológica”. Precio del amor, en la edición de Letras Cubanas, resultó “víctima” de un descuidado trabajo editorial, de manera que le sobraron erratas y asimismo contiene frases truncas y otras fealdades. El autor no fue avisado para revisar las pruebas de imprenta.
La novela Con tu vestido blanco (380 páginas) recibió, en 1987, el Premio Nacional de Novela “Cirilo Villaverde”, que concede la Unión de Escritores y Artistas de Cuba. Al año siguiente le fue otorgado el Premio de la Crítica. Con tu vestido blanco tiene como escenario preponderante un barrio marginal de la Cuba republicana anterior a 1950. Entre sus protagonistas principales se hallan cuatro adolescentes que conforman lo que ellos mismos llaman el “piquete” (una especie de pandilla), más prostitutas, políticos, buscavidas, entre otros. Con tu vestido blanco, según varios estudiosos, es una de las primeras novelas que aborda el tema de la marginalidad, durante el período republicano, vista desde la llamada “época revolucionaria”.
Por otra parte, de esta novela han sido destacados, sobre todo por su novedad y verosimilitud, el personaje de un comunista de base y el de un homosexual confeso y de la raza negra. Además de una favorable y cuantiosa bibliografía pasiva, Con tu vestido blanco fue objeto de ventas exitosas. El hecho de que su autor se trasladara a México, interrumpió la reedición que se preparaba en la Isla.
Serás comunista, pero te quiero (180 páginas), es la historia de un escritor cubano de visita en Costa Rica, durante 15 días. El relato asume, entre otros derroteros narrativos, el choque de un intelectual cubano con el capitalismo; así como con las costumbres de aquel país centroamericano; resaltando los contrastes en ambos casos. Serás comunista... demoró seis años en ver la luz. Escrita en 1988 y entregada a la Editorial Unión al año siguiente, su edición estuvo colmada de pifias, avances y retrocesos. Finalmente, la publicación resultó con una gran cantidad de erratas, mutilaciones y ”empastelamientos”, y asimismo editada con letra demasiado pequeña. Ante la reclamación del autor, la editorial le comunicaría que todo se debía a un error en los archivos entregados para la impresión.
Serás comunista, pero te quiero salió de imprenta en 1995, fecha en que su autor, quien visitaba México como parte de una delegación artística cubana, decidió quedarse por tiempo indefinido en aquel país. Un ciervo herido (250 páginas), que toma su título de un verso de José Martí, tuvo su primera edición en 2002, año en que fue presentada en la Feria Internacional del Libro de Guadalajara y posteriormente, en 2003, en la Feria Internacional del Libro de Miami.
Estaba planeado que esta novela fuera presentada también en La Feria Internacional del Libro de Cuba, en 2003. Sin embargo, por dificultades de última hora, su autor no pudo asistir a la presentación, si bien había viajado a Cuba expresamente para ello. Luego de su primera edición, Un ciervo herido ha sido objeto de otras cuatro, incluida una en Italia, donde se publicó con el título Il lavoro vi farà uomini. Un ciervo herido aborda el tema de la Unidad Militar de Ayuda a la Producción, campos de trabajo obligatorio establecidos en la provincia de Camagüey, Cuba, de 1965 a 1968, y adonde fueron confinados religiosos de diversas filiaciones, lumpemproletariados, homosexuales y “pepillos”, entre otros. En 1966, el autor de Un ciervo herido permaneció en las Umap durante seis meses.
El corazón del rey  (520 páginas) viene a ser, en alguna medida, un fresco del “período revolucionario” 1963-1969, si bien la novela mantiene el ánimo expresionista de principio a fin. Es también la novela de la marginalidad en aquella etapa: una exprostituta, un joven lumpen, un homosexual confeso y un buscavida, son algunos de sus tantos personajes. Como es habitual en la obra de Félix Luis Viera, por El corazón del rey transita una fuerte dosis de erotismo, sexualidad, carnalidad y otros aspectos de igual tenor, así como un humor casi siempre amargo.
Sus escenarios resultan, entre otros, bares y prostíbulos en vías de desaparecer, establecimientos permeados por la “asepsia comunista” y tantos otros sitios que van cediendo su lugar a lo que en la propia obra se determina como “el nuevo proceso social existente en el país”. La traición en sus más variadas modalidades, el fanatismo, el ventajismo o el candor desmedido, la picardía sobrada son, entre otros, elementos que aparecen en una y otra página de El corazón de rey, casi todos como consecuencia de la inopia ambiente. Como casi toda la narrativa de Félix Luis Viera, contada a través de un narrador protagonista, El corazón del rey ha recibido una positiva bibliografía pasiva.
Traicioneras —Libro primero—  (170 páginas), en esta novela, Félix Luis Viera nos remite al sexo explícito, pero siempre, como ocurre en la vida real, plenamente vinculado con el drama humano. La trama se desarrolla en la Cuba de la década de 1940, “cuando aún no existía la televisión y las mujeres vestían faldas”, detalles que, según el autor, resultaban imprescindibles para llevar adelante su propósito.
Un loco sí puede (171 páginas). Teniendo como escenario la Cuba de las décadas de 1950 y 1960 —durante esta última se instauraba el socialismo en la Isla— es la novela de un marginado —“loco o medio loco al parecer”— a quien los azares del destino lo llevan a disfrutar la “buena vida”; mas, a partir de entonces su existencia se complica al verse como juez y testigo de situaciones escalofriantes.
En esta novela, su autor nos sumerge en situaciones que han marcado hitos en la historia reciente de la nación cubana, utilizando para ello un lenguaje sumamente creativo y apoyado, como en sus narraciones anteriores, en las referencias al misterio del sexo, sin dejar de lado otra de sus características: el humor, que en Un loco sí puede suena desgarrador, se podría decir.
La sangre del tequila (206 páginas) A mediados de la década de 1990, un escritor cubano arriba a la Ciudad de México con el propósito de quedarse a vivir en suelo azteca. Así comienza una historia donde la capital mexicana será observada y expuesta —a veces quizás de modo implacable— por los ojos de un extranjero. Como en sus obras anteriores, en esta Félix Luis Viera, apoyado en fuertes dosis de erotismo y un lenguaje directo, descarnado pero no carente de poesía, indaga en el “misterio del sexo”. En esta novela, asimismo, está presente el fino humor que ha identificado a este autor. 

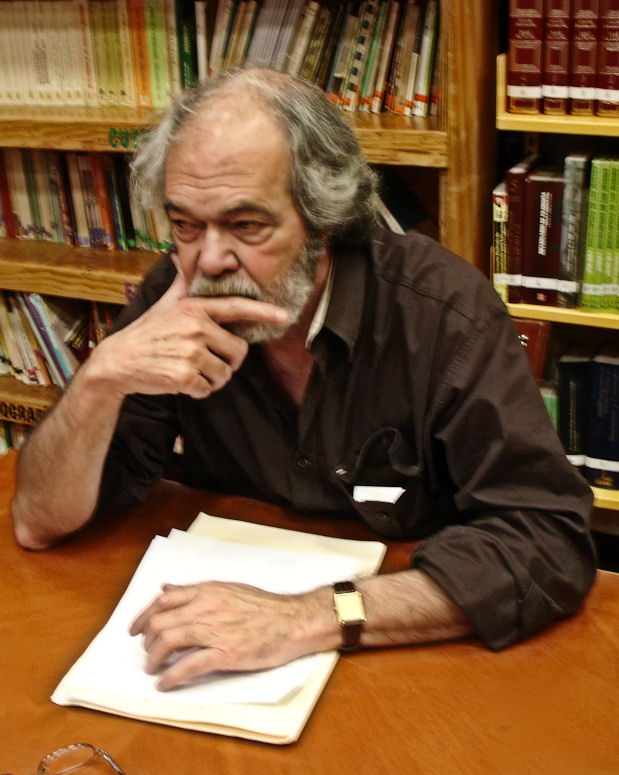
Fotografía del escritor impartiendo un curso de creación literaria en el Centro Cultural José Martí, en la Ciudad de México en 2010.

Inglaterra Hernández (98 páginas). Aborda el llamado “Período especial” (la época de más penuria que ha conocido el pueblo de Cuba). Se desarrolla justamente en el mes de septiembre de 1993 y tiene como personajes principales, a una enfermera, un pícaro y al administrador de una “hamburguesera”. La carnalidad, el drama personal insertos en la tragedia colectiva, en la cual la miseria viene a ser otro personaje. 
Irene y Teresa (100 páginas), es un rara historia de amor entre dos mujeres y un hombre que, cada cual en su sitio, luchan por salir adelante en medio de una situación que tiene mucho de absurdo. El candor relacionado con el sexo, resulta un elemento adicional en esta novela cuya intensidad es incuestionable. Traición de mujer (191 páginas),  también se desarrolla en la Cuba de década de 1940. El poder del sexo enfrentado a la lealtad que deben guardar estas mujeres protagonistas.  La lucha entre el deber y las pasiones, la renuencia del narrador-protagonista a dejarse absorber por la política imperante.
Un fresco de la cultura, las costumbres y las diversas etnias de la Cuba de aquellos tiempos. La "Jabá", la "India", Mercedes, Margarita Aranda o Alicia Puerto resultan personajes femeninos involvidables.
La utilización de un lenguaje sumamente creativo y el humor espontáneo, amargo que ha caracterizado la obra narrativa de Félix Luis Viera. Desde que se estableciera en México, en 1995, Félix Luis Viera ha dado a conocer innumerables publicaciones periódicas, que van desde columnas creativas hasta reseñas sobre arte y literatura, pasando por artículos de opinión acerca de política y sociedad, incluidos aquellos en que enjuicia al régimen existente en Cuba.

## Premios
- Premio David de Poesía (1976) por Una melodía sin ton ni son bajo la lluvia
- Premio de la Crítica (1983) por En el nombre del hijo
- Premio Nacional de Novela de la UNEAC (1987) por Con tu vestido blanco
- Premio de la Crítica (1988) por Con tu vestido blanco
- Premio Latina en verso, Italia, 2013, por La patria es una naranja
- Premio Nacional de Literatura Independiente "Gastón Baquero"  2019
- Premio Pluma de Oro de Ediorial Entre Líneas 2020

### Entrevistas
- https://www.youtube.com/watch?v=HfL8tmBshog
- https://web.archive.org/web/20160304081833/http://anterior.palabrabierta.com/periodismo-2/entrevista/la-literatura-cubana-es-una-sola-cinco-preguntas-a-felix-luis-viera/
- http://www.laperegrinamagazine.org/felix_luis_viera_entrevista_la_peregrina_mag.html
- https://www.youtube.com/watch?v=8z_dyoCAvQo
- http://otrolunes.com/archivos/16-20/?hemeroteca/numero-19/sumario/unos-escriben/felix-luis-viera/entrevistas/un-ciervo-herido-en-el-corazon-del-poeta.html (enlace roto disponible en Internet Archive; véase el historial, la primera versión y la última).
- http://ebookbrowsee.net/felix-luis-viera-entrevista-la-peregrina-magazine-2013-pdf-d539782722
- http://laperegrinamagazine.org/felix_luis_viera_entrevista_aldrey.html
- http://www.cubaencuentro.com/content/keyword/Literatura%20Cubana
- https://mail.google.com/mail/u/2/#label/ENTREVISTAS/FMfcgxmVxqnNXzZVSldCTqprPvWmbSvd
- https://www.radiotelevisionmarti.com/a/f%C3%A9lix-luis-viera-la-noci%C3%B3n-aberrante-de-patria-sirve-sobremanera-a-los-caudillos-/247896.html

- Datos: Q5872327
- Multimedia: Félix Luís Viera / Q5872327